# Зла королева (Дісней)
Зла королева (англ. The Evil Queen) — головна антагоністка першого повнометражного анімаційного фільму студії Disney «Білосніжка і сім гномів», знятого в 1937 році за мотивами однойменної казки Братів Грімм. Королева є офіційною діснеївською лиходійкою. Вона також займає дванадцяте місце в списку «100 кращих героїв і лиходіїв за версією AFI».
Створена Волтом Діснеєм Зла королева була анімована Артом Беббітом і Норманом Фергюсоном.
Королева — зла, жорстока і підступна мачуха Білосніжки, чия головна мета в житті — бути найпрекраснішою жінкою на світі. Саме тому вона змушувала свою пасербицю Білосніжку одягатися в лахміття і виконувати найважчу роботу в палаці.
В оригінальному фільмі лиходійка була озвучена американської театральною актрисою Люсіль Ла Верн. В даний час її озвучкою займаються американські актриси озвучування: Сьюзенн Блекслі і Луїза Чарміс. В Українському дубляжі мультфільму лиходійка говорить голосом акторки театру і кіно Ірини Дорошенко .

## Створення

### Звичайний спосіб
Дизайн
Дизайн злої королеви був розроблений художниками: Джо Грантом, Густафом Теннгреном і Альбертом Хуртером, в той час як її анімація була доручена аніматор Арту Беббіту. Початкові начерки показували королеву досить повненькою пані середніх років з вельми карикатурною зовнішністю, чимось схожою на персонажів «Дурних Симфоній». Проте з часом аніматори вирішили не відрікатися від способу злої королеви в оригінальній казці, і спробували зосередитися на уособленні краси, зла та небезпеки. Створення лиходійки доручили аніматору Арту Беббіту. Він разом з іншими художниками пізніше створив образ жорстокої, холодної і злісної жінки». На прохання самого Волта Діснея, сценаристи додали їй суміш характерів Леді Макбет і Великого Злого Вовка з мультфільму «Троє поросят». Арт Беббіта також відзначився від інших аніматорів тим, що при створенні міміки і жестів королеви він не використовував в якості опори живу модель. Є версія, що для королеви все ж використовувалася жива модель (ім'я натурниці не згадується ні в одному джерелі). Однак, всупереч цьому аніматор , як і раніше, продовжував стверджувати, що живу модель він не використовував і королеву він не змальовував.
Прообрази для героїні
Для створення нової зовнішності злої королеви аніматори використовували дуже велика кількість образів, сповнених краси. Одними з основних прообразів були казкові вічно молоді чаклунки-красуні, такі як Цирцея і Фея Морґана. Особа і фігура злочинниці були також змальовані зі знаменитих актрис Голлівуду, таких як улюблениця Діснея, Джоан Кроуфорд і Гейл Сондергаард. Крім того, прообразами для королеви крім Кроуфорд і Сондергаард стали ще дві відомі актриси: Грета Гарбо і Марлен Дітріх]. Також ще двома прототипами образу злодійки стали статуя Ути, дружини маркграфа Еккехарда II Мейсена, широко відомої як найкрасивіша жінка Середньовічної Німеччини і принцеса Крімгільду з фільму «Нібелунги». Сукня королеви було списано з королеви Айши з фільму 1935 року, {нп|She (1935 film)|«Вона»|en|She (1935 film)}}, де її зіграла актриса Гелен Гаган Дуглас.
Спадщина
Пізніше зовнішність злої королеви була використана при створенні образів інших анімаційних лиходійок мультфільмів Діснея, таких як Леді Тремейн (Попелюшка, 1950), Малефісента (Спляча красуня, 1959) і королева Нарісса (Зачарована, 2007), в основному через особливості зовнішності і рис характеру.

### Образ відьми
Анімацією образу королеви в образі відьми займався аніматор Джо Грант. В якості прообразу для відьми Грант використав стародавні зображення і описи казкових відьом, серед яких була і відьма з мультфільму серії короткометражних мультфільмів Волта Діснея «Дурні симфонії», «Дітки в чащі» (1932), у тому числі ілюстрації з німецької казки «Гензель і Гретель». Але великим натхненням для створення лиходійки у вигляді старої карги послужив образ актриси Люсіль Ла Верн, яка озвучила героїню в двох обличчях. Для відьми були використані живі моделі, опорами для якої послужили актор Дон Броди і танцюрист, він же засновник Американського театру балету, Пол Годкін. А обраний він був на цю роль за свій видатний ніс.

### Озвучення
На роль Злої королеви Волт Дісней запросив театральну актрису Люсіль Ла Верн, яка сподобалася йому через свої ролі героїнь у фільмах «Сирітки Бурі» (1921) і «Повість про двох містах» (1935) і за свій коник: відьмацький сміх. З роллю королеви актриса впоралася добре в силу свого глибокого і проникливого голосу. Крім цього, Люсіль також дісталася роль відьми, але з цим у неї почалися проблеми: голос виходив занадто гладким. Незабаром Волт сказав Люсіль:
 Люсіль, у вашому голосі не вистачає чогось зловісного.
Тоді актриса попросила дати їй невелику перерву і вона вийшла. Повернувшись в студію через кілька хвилин, Люсіль приступила до озвучення, і коли почалася запис, вона закряхтіла, як справжня відьма. Після закінчення запису Дісней був просто щасливий:
 Ось це те, що потрібно! Це просто чудово! Що ж ви зробили, Люсіль?
На це актриса відповіла:
 Я просто вийняла штучну щелепу.
Сьюзен Блейкслі озвучила королеву у фільмі 2001 року.

### Ім'я
Справжнє ім'я лиходійки — Королева Гримхільда (англ. Queen Grimhilde). Можливо, воно було запозичене від імені головної героїні фільму «Нібелунги», з заміною літери «К» на букву «Г»; з іншого боку, ім'я їй було дано в коміксах, випущених після виходу фільму, проте кінокомпанія «Walt Disney» його ім'я не визнає. Мабуть, тоді героїні і вирішили дати прізвисько «Зла королева», яка зробила її однією з популярних лиходійок Діснея.

## Появи

### Фільми

#### Білосніжка і сім гномів
Зла королева, заздрячи красі своєї падчерки Білосніжки, змушує її працювати служницею і одягатися в лахміття. Однак, незважаючи на це, Білосніжка стає все красивіше, що змушує заздрісну мачуху боятися того, що одного разу краса дівчини затьмарить її власну. Кожен день королева запитує своє чарівне дзеркало, хто прекрасніше за всіх на світі, і кожен раз отримує відповідь, що саме вона прекрасніше всіх. Але одного разу дзеркало відповідає їй, що прекрасніше за всіх на світі стала її падчерка — Білосніжка, і тоді королева вирішує вбити принцесу.
Викликавши до себе свого придворного мисливця, королева наказує йому відвести Білосніжку в ліс і зарізати. Вона також дає йому скриньку, в якій він повинен принести серце дівчини як доказ її смерті. Мисливець відмовляється зробити це, але королева загрожує йому смертною карою, і йому доводиться погодитися.
Тієї ж ночі королева отримує скринька з серцем і дізнається від чарівного люстерка, що Білосніжка все ще жива і ховається в лісі, в будиночку семи гномів і те, що мисливець приніс їй серце кабана. Розлютившись, королева спускається в потаємну чаклунську кімнату, і вирішує особисто відправитися до будиночка гномів, але для початку змінити зовнішність, щоб її ніхто не впізнав. За рецептом з книги заклинань вона підготовляє зілля, випиває його і з красивої жінки перетворюється на потворну стару. Потім в тій же книзі заклинань вона знаходить рецепт приготування отруєного яблука, яке може занурити Білосніжку в смертний сон.
Незабаром королева знаходить яблуко і робить його отруєним, занурюючи в сонне зілля. Вона впевнена, що її мета здійсниться. Але чаклунки не дає спокою думка, що є протиотрута: «зруйнувати смертний сон може лише перший поцілунок любові». Лиходійка все ж сподівається на те, що ніщо не може перешкодити її підступного задуму. Адже гноми вирішать, що принцеса мертва, і поховають її живцем. Взявши з собою отруєне яблуко, чаклунка відправляється в ліс на пошуки лісового будиночка.
Ранком відьма знаходить будиночок гномів і, дочекавшись, коли вони підуть, застає Білосніжку одну. Вона дає принцесі яблуко, вселяючи їй, що вона виконує бажання, і каже відкусити від яблука шматочок. Повіривши в це, Білосніжка надкушує яблуко і засинає смертним сном. Зловтішаючись, чаклунка виходить з будиночка, але натикається на гномів, які повернулися додому завдяки лісовим тваринам рятувати Білосніжку від відьми. Починається погоня. Королева намагається сховатися в горах, але опинившись на вершині скелі, потрапляє в глухий кут. Вона вирішує позбутися від гномів, намагаючись скинути на них величезний валун, але раптово в стрімчак вдаряє блискавка, і відьма падає в прірву.

#### Одного разу на Хелловін
У цьому мультфільмі зла королева в образі відьми в ніч перед Хелловіном просить свій чарівний котел показати їй кількох злочинців, один з яких допоможе їй завоювати Хелловін, серед яких: Капітан Крюк (Пітер Пен), Урсула (Русалка) і Ізму (Пригоди імператора), але в кінці мультфільму котел показує королеві ураження всіх лиходіїв, а потім заковтує її.

### Одного разу в казці
У цьому популярному серіалі «Якось у казці» Зла королева (Реджина) грає важливу роль в сюжеті. Її грає Лана Паррія. За сюжетом Білосніжка була врятована Реджиною/Злою Королевою, тому батько Білосніжки пропонує руку і серце молодої Реджині, а у самої Реджини/Злої Королеви є таємна любов, але мати Реджини/Злої Королеви погоджується на пропозицію. Реджина/Зла Королева зі своїм коханим збирається втекти, але їх помічає Білосніжка. Реджина/Зла Королева розповідає їй все як є і каже,щоб ніколи нікому не розповідала, але Білосніжку було десять років, і вона, думаючи, що вона робить добро, розповідає все матері Реджини/Злої Королеви, ім'я якої Кора. Замість того, щоб відпустити свою дочку, Кора вбиває улюбленого дочки. Так Реджина стала Злою Королевою, вийшовши заміж за батька Білосніжки, вона вбиває його, а Білосніжка тікає з палацу і весь час тікає від воїнів Королеви. Зла Королева/Реджина знаходить Білосніжку і змушує її з'їсти отруєне яблуко. Але Принц знаходить Білосніжку і цілує, знімає прокляття сну. Зазнавши поразки, Зла Королева/Реджина насилає Темне закляття на весь казковий світ, переносячи всіх його мешканців, в місто Сторібрук. У місті, будучи мером, вона контролює всіх і все, що відбуваються в ньому. Живе вона з прийомним сином Генрі, який є рідним внуком Білосніжки за сумісництвом син доньки Білосніжки. Дочка Білосніжки Емма Свон відвозить свого, який втік до неї, рідного сина в місто і вирішує залишитися. Один Генрі знає про закляття і знає, що Емма повинна його зруйнувати, що вона і зробила. Потім Реджина/Зла Королева отримує свою магію, але обіцяє Генрі її не використовувати. У місто прибуває Кора, намагаються переманити Реджину на свою сторону. І в неї це вийшло. Разом вони хочуть забрати Генрі і отримати владу, але у них нічого не виходить, Кора помирає від рук Білосніжки. Після смерті матері Реджина/Зла Королева коливається між добром і злом. Але через деякий час вона обирає свою сторону. Зла Королева/Реджина стає доброю. У Сторібрук потрапляє сестра Реджини Зелена, яка заздрить Реджині у всьому і хоче повернути час назад, щоб змінити своє життя, але Реджина перемагає свою сестру. Знаходить свою любов, тобто Робін Гуда, і здається отримує свій щасливий кінець. Але виявилося, що ніхто з лиходіїв не може здобути щастя, тому що Автор вважає, що лиходії його не варті. І тому доля всіляко намагається роз'єднати Робіна з королевою (наприклад прибуття давно померлої дружини Робіна Гуда з минулого (Меріон), якій, як пізніше з'ясується, втілювалася Зелена, прийнявши за допомогою магії вигляд Меріон, перед цим вбивши її). Дізнавшись, що Реджина не може отримати щасливий кінець, вона з Генрі і з Еммою шукають Автора, для того щоб він написав Реджині щасливий кінець.

### Інші появи
Зла королева є офіційною частиною франшизи «Діснеївські лиходії» (англ. Disney Villains) — франшизи про лиходіїв із різних мультфільмів студії Disney, яка включає в себе різні товари, іграшки, аксессуари, канцелярські товари та багато іншого.
Як і багато персонажі діснеївських мультфільмів, королева з'являється в багатьох елементах продукції Дісней. Вона дуже часто з'являлася як персонаж коміксів Disney, в основному в образі відьми, де вона нерідко налаштувала проти себе героїв Діснея, серед яких були Чіп і Дейл і Дінь-Дінь.
Парки розваг «Діснейленд»
Королева також з'являється в парках розваг «Діснейленд», як персонаж атракціонів, так і у виконанні артистів.
Телебачення і фільми
Як і багато персонажів Disney, королева з'являється в деяких телевізійних проектах студії Дісней, в тому числі в якості запрошеного гостя в клуб Міккі Мауса, в мультсеріалі «Мишачий будинок» (озвучує Луїза Чарміс). Вона також з'являється в спеціальних ТВ-випусках зроблених спеціально для американського каналу Disney, таких як Our Unsung Villains (1956), Disney's Greatest Villains (1977), Disney's Halloween Treat (1982) і A Disney Halloween (1983).
У 1987 році королева з'явилася в якості головного антагоніста в спеціальному ТВ-випуску, присвяченому 50-річчю мультфільму «Білосніжка і семеро гномів», де її роль зіграла американська актриса Джейн Куртін.
Крім мультфільму «Білосніжка і сім гномів», королева з'являється і в інших фільмах студії Disney. Вона з'являється в якості камео у фільмі «Хто підставив кролика Роджера» (в образі відьми). І в американському телесеріалі каналу АВС в жанрі фентезі Одного разу в казці (англ. Once Upon a Time).
Відеоігри
Королева з'являється в якості головного лиходія разом з Інспектором манежу («Дамбо»), Капітаном Крюком («Пітер Пен») і Червовою Королевою («Аліса в країні чудес») у грі Disney's Villains' Revenge. У цій грі лиходії перевертають у свій бік ті історії, де добро перемагає зло. В кінці гри королева перетворюється в бабу і гине, побачивши в дзеркалі своє відображення. Озвучує Луїза Чарміс.
Королева також з'являється у відеогрі Kingdom Hearts Birth by Sleep, у світі під назвою «Dwarf Woodlands». У цій відеогрі її озвучує Сьюзен Блекслі.
Ever After High
По мультфільму у Злої Королеви є дочка Рейвен Квін, яка вирішує не йти по стопах матері, а писати свою історію.
Книги
У 2009 році була випущена книга під назвою «Найпрекрасніша на світі: Історія злої королеви», написана письменницею Сереною Валентино. Книга була видана компанією Disney Press. У книзі розповідається про те, як королева стала злодійкою, про те, як батько Білосніжки, король, загинув під час війни в сусідньому королівстві, і про те, що мати королеви була злою чаклункою.

## Зовнішність
У своєму звичайному образі королева постає холодної жінкою з презирливим поглядом, тонкими рисами обличчя і стрункою фігурою. У неї бліда шкіра, зелені очі, червоні губи, тонкі темні брови, вузький прямий ніс і довге чорне волосся. Королева носить сукню синього кольору з довгими фіолетовими рукавами; її тонка талія обв'язана червоним поясом. Вона носить чорну балаклаву, яка закриває вуха, шию і волосся. На плечах у неї довга чорна мантія з червоною підкладкою всередині; нижня частина мантії викладена білим хутром. На шиї королева носить золотий кулон, який з'єднує білий комір з мантією. На голові у неї золота корона з п'ятьма зубцями, на одному з яких красується біла перлина. На ногах носить жовто-оранжеві туфлі на високому каблуці. Королівське вбрання надає їй не просто образ правительки, а радше образ казкової феї. Вік королеви становить приблизно 35-40 років.
В образі відьми королева виглядає моторошно: це страшна горбата баба зі зловісним обличчям і виряченими очима, довгим гачкуватим носом, бородавками, густими чорними бровами, потріпаним сивим волоссям і кістлявими руками. Одягнена в лахміття жебрачки. На ногах носить сірі черевики.

## Характер та здібності
За характером королева — пихата, жорстока і владна жінка. При цьому вона не ставить своєю головною метою панувати над усім світом, адже у неї інша мета — бути найкрасивішою на всьому білому світі. Відчуває ненависть до своєї пасербиці, і, бажаючи домогтися поставленої мети, вирішує знищити її. Ревнива, так як хоче привернути до себе чоловіків, але гординя і марнославство королеви тільки відштовхує їх, що дуже її дратує та розлючує. Запальна, на будь-відмова або заперечення відповідає різкістю і спалахами гніву. При всьому цьому вона залишається холодною і підступною жінкою, яка ні перед чим не зупиниться, аби досягти своєї мети.
Королева має чаклунський силою, яка дісталася їй у спадок від прабабусі-чаклунки. Має чарівне дзеркало, з яким вона завжди розмовляє і запитує, красивіше вона всіх на світі. З допомогою магії королева здатна приймати будь-яке обличчя, використовуючи його як маскування. Має в замку свою таємну чаклунську кімнату, про існування якої ніхто не підозрює. В цій кімнаті живе її вихованець — ворон. Він не грає ніякої ролі в мультфільмі, а лише виступає глядачем, спостерігаючи за магічними діями своєї господині.

## Родичі
- Король (англ. The King) — батько Білосніжки, після смерті її матері одружився зі злою й безсердечною жінкою. Ймовірно, загинув під час війни в сусідньому королівстві (у фільмі не згадується).
- Білосніжка (англ. Snow White) — пасербиця. Є об'єктом ненависті своєї мачухи. Дізнавшись від мисливця, що королева наказала її вбити, їй довелося втекти глибоко в ліс і ніколи не повертатися. Добрі гноми прихистили її у себе, але так і не змогли зберегти: Білосніжка стала жертвою злої королеви, яка прийшла до неї в образі страшної баби і пригостила отруєним яблуком. До радості гномів вона ожила від поцілунку принца і поїхала з ним у замок[35].
- Злий принц (англ. The Wicked Prince) — брат королеви, що з'являється в одному з коміксів, випущених після виходу фільму.

## Цитати та вислови
- У ликах чужих, пане, бачиш все ти лише один. З зазеркальних глибин прийди! Образ свій яви!
- Дзеркальце, відкрий секрет, хто красою затьмарив увесь світ?
- Відведи її в ліс та подалі. Знайди затишне містечко... нехай вона набере там квітів (мисливець кориться). А потім, мій вірний мисливцю, ВБИЙ її!!! (Мисливець заперечує.) МОВЧАТИ (схоплюється з трону)! Знаєш, що буде, якщо ти мене ослухаєшся?
- А щоб ти бува не надумав обдурити мене... принесеш мені її серце у скриньці!
- Серце кабана! Нікчемний дурень! (кидає скриньку)
- Так, мені потрібно закляття, щоб красу перетворити на потвору, а королівське вбрання — на жебрацьке лахміття. (Гортає книжку і тут же знаходить рецепт.) Прах мумії, щоб стати старою, а для одягу — темрява нічна. Щоб зістарити голос — регіт старої карги. Моторошний крик, щоб посивіло волосся! І порив вітру, щоб злість роздути! Грім небесний і блискавки, щоб піддати жару! Отже, нехай чаклунство здійсниться! (П'є зілля, упускає фужер, хапається за горло і перетворюється у відьму.)
- Мій голос... мій гооолос! Аха-ха-ха-ха-ха-ха-ха-ха! Ніхто мене не впізнаає! Аха-ха-ха-ха-ха-ха-ха!
- Сонним зіллям цей плід хто відкусить, той засне (занурює яблуко зілля)! На шкірку диво-плоду поглянь: це символ того, що приховано всередині. А тепер почервоній, щоб суть свою приховати. Білосніжка захоче відкусити шматок (регоче).
- Лише тільки яблуко візьми, як мене чекає успіх! Вона відкусить і відразу засне! І стану я тоді красивіше за всіх! Ха-ха-ха-ха-ха!
- Вона відкусить і засне... Яблучко, ну! (Принцеса падає замертво. Чаклунка намагається піти, але, помічаючи за собою наближення гномів, пускається навтьоки.)
- Я... Я вам задам! Всі кістки переламаю!!! (Раптово в скелю б'є блискавка, і відьма гине, падаючи з обриву в прірву)